# 中曽根祐司
中曽根 祐司（なかそね ゆうじ）は、日本の機械工学者。東京理科大学名誉教授。元日本ばね学会会長。

## 人物・経歴
1974年東京工業高等専門学校機械工学科卒業。1977年東北大学工学部機械工学第二学科卒業。1982年東京大学大学院工学系研究科機械工学専攻博士課程修了、工学博士、科学技術庁金属材料技術研究所入所。1987年ノースウェスタン大学客員研究員。1994年東京理科大学工学部第一部機械工学科助教授。1998年東京理科大学工学部第一部機械工学科教授。2004年高圧ガス保安協会高圧ガス容器規格検討委員会副委員長。2007年日本材料学会関東支部長。2008年日本機械学会材料力学部門部門長。2010年日本機械学会関東支部東京ブロックブロック長。2012年日本ばね学会副会長。2015年日本ばね学会会長。2017年日本機械学会国際連携委員会委員長。

## 編著
- 『異方性材料の弾性論』コロナ社 2014年

## 受賞
- 1974年日本機械学会畠山賞[2]
- 1977年日本機械学会畠山賞[2]
- 1987年日本機械学会奨励賞 [2]
- 2004年日本機械学会フェロー[2]
- 2006年日本機械学会教育賞[2]
- 2006年日本歯科大学歯学会大会優秀研究発表賞[2]
- 2011年日本歯科理工学会論文賞[2]
- 2014年日本機械学会関東支部20周年記念表彰[2]
- 2015年日本材料学会関東支部功労賞[2]
- 2017年日本機械学会120周年記念功労者表彰[2]
- 2017年日本ばね学会技術賞[4]
- 2017年ばね及び復元力応用講演会優秀ポスター賞[5]